# Zygodon minutus
Zygodon minutus là một loài Rêu trong họ Orthotrichaceae. Loài này được Müll. Hal. & Hampe miêu tả khoa học đầu tiên năm 1856.